# Dobritsj (oblast)
Dobritsj (Bulgaars: Област Добрич) is een oblast in het noordoosten van Bulgarije, aan de Zwarte Zee. De hoofdstad is het gelijknamige Dobritsj en de oblast heeft 173.831 inwoners (2018).
Van 1959 tot 1991 heette de oblast Tolboechin.

## Bevolking
Op 31 december 2018 telde oblast Dobritsj 173.831 inwoners, waarvan 120.259 in zes steden en 53.572 verspreid over 209 dorpen op het platteland.
| stad Dobritsj            | 32.671 | 43.951 | 56.626 | 88.233 | 109.142 | 104.494 | 100.000 | 91.030 | 83.584 |
| gemeente Dobritsjka      | 51.426 | 49.538 | 46.147 | 39.068 | 33.370  | 28.710  | 25.721  | 22.081 | 20.345 |
| gemeente Baltsjik        | 17.805 | 22.092 | 23.538 | 24.254 | 23.990  | 22.367  | 22.354  | 20.317 | 19.331 |
| gemeente Tervel          | 26.140 | 30.214 | 29.895 | 28.626 | 28.711  | 21.483  | 18.728  | 16.178 | 15.228 |
| gemeente Kavarna         | 15.571 | 18.554 | 19.375 | 19.709 | 19.109  | 18.044  | 16:688  | 15.358 | 14.020 |
| gemeente General Tosjevo | 29.330 | 36.089 | 37.081 | 31.264 | 26.384  | 22.931  | 19.422  | 15.097 | 13.063 |
| gemeente Sjabla          | 10.413 | 11.116 | 10.650 | 9.261  | 8.464   | 7.508   | 6.380   | 5.069  | 4.367  |
| gemeente Kroesjari       | 17.896 | 15.184 | 13.465 | 10.657 | 8.613   | 7.243   | 5.924   | 4.547  | 3.893  |

In 2016 werden 1477 kinderen ter wereld gebracht: 991 in steden en 486 op het platteland. De oblast heeft een laag geboortecijfer van 8,2‰: in de stad is dit 8,0‰ en op het platteland is dit 8,6‰. In 2016 stierven er 2784 mensen in de oblast (1601 in de steden en 1183 in de dorpen). Het sterftecijfer is iets hoger dan het Bulgaarse gemiddelde en bedraagt 15,5‰. In steden is het sterftecijfer 12,9‰ en op het platteland 21,2‰. De natuurlijke bevolkingsgroei is −7,3‰ in de oblast: in steden is de natuurlijke bevolkingsgroei −4,9‰ en op het platteland −12,6‰.
In 2018 kreeg een vrouw in Dobritsj gemiddeld 1,44 kinderen: 1,39 in steden en 1,51 in dorpen.

#### Etniciteit
Bulgaren vormen driekwart van de totale bevolking en wonen relatief gezien het meest in gemeente Sjabla (92,9%) en in de stad Dobritsj (87,5%).
De Bulgaarse Turken vormen de grootste minderheid, met 13,5% van de totale bevolking. De Turkse minderheid leeft vooral in de gemeenten Tervel (45,2%), Kroesjari (42,0%), Dobritsjka (17,8%) en Baltsjik (16,4%).
De Roma vormen de derde bevolkingsgroep, namelijk 8,8% van de totale bevolking. Het aantal Roma in oblast Dobrtisj is bijna twee keer hoger dan het landelijke gemiddelde van 4,9%. De Roma-zigeuners wonen vooral in de gemeenten Dobritsjka (bijna één op de vijf inwoners is Roma), Kavarna (15,1%), General Tosjevo (12,9%), Tervel (12,4%) en Kroesjari (11,9%).
| Etnische samenstelling   | Bulgaren | Turken | Roma   | anders |
| oblast Dobritsj          | 75,4 %   | 13,5 % | 8,8 %  | 2,3    |
| ------------------------ | -------- | ------ | ------ | ------ |
| stad Dobritsj            | 87,5 %   | 8,1 %  | 2,9 %  | 1,5 %  |
| gemeente Dobritsjka      | 56,8 %   | 17,8 % | 21,7 % | 3,7 %  |
| gemeente Baltsjik        | 67,8 %   | 16,5 % | 11,7 % | 4,0 %  |
| gemeente Tervel          | 41,2 %   | 45,2 % | 12,4 % | 4,8 %  |
| gemeente Kavarna         | 77,6 %   | 4,3 %  | 15,1 % | 3,0 %  |
| gemeente General Tosjevo | 75,7 %   | 9,0 %  | 12,9 % | 2,4 %  |
| gemeente Sjabla          | 92,9 %   | 1,4 %  | 3,0 %  | 2,7 %  |
| gemeente Kroesjari       | 42,0 %   | 41,3 % | 11,9 % | 4,8 %  |

De meerderheid van de bevolking is aanhanger van de Bulgaars-Orthodoxe Kerk en ongeveer 20% is islamitisch.

#### Leeftijdsstructuur
Op 31 december 2018 was 22,0% van de bevolking 65 jaar of ouder. Dit percentage ligt net boven het landelijke gemiddelde van 21,7%.
Op 31 december 2018 leefden er 24.629 kinderen tot 15 jaar in de oblast. Er leefden verder drie senioren in de oblast.
| Leeftijdscategorie      | Totaal  | 0 – 9  | 10 - 19 | 20 - 29 | 30 - 39 | 40 - 49 | 50 - 59 | 60 - 69 | 70 - 79 | 80+   |
| Absolute aantal in 2011 | 173.899 | 14.530 | 16.718  | 20.480  | 24.232  | 25.655  | 25.988  | 25.308  | 14.773  | 6.215 |
|                         |         |        |         |         |         |         |         |         |         |       |
| Bulgaren (%)            | 75,4    | 56,9   | 64,2    | 67,1    | 72,1    | 77,0    | 79,3    | 85,6    | 89,3    | 91,5  |
| Turken (%)              | 13,5    | 17,1   | 17,5    | 17,2    | 15,7    | 13,3    | 12,8    | 9,8     | 7,9     | 6,3   |
| Roma/zigeuners (%)      | 8,8     | 18,9   | 15,6    | 13,5    | 10,3    | 7,8     | 5,9     | 3,2     | 1,9     | 1,1   |

## Economie
Het werkloosheidspercentage is van 15,8% (in 2013) gedaald tot 9,6% (in 2016).

## Gemeenten
| - Baltsjik - Sjabla - Dobritsj - Dobritsjka |  | - General Tosjevo - Kavarna - Kroesjari - Tervel |

Blagoevgrad · Boergas · Chaskovo · Dobritsj · Gabrovo · Jambol · Kjoestendil · Kardzjali · Lovetsj · Montana · Pazardzjik · Pernik · Pleven · Plovdiv · Razgrad · Roese · Silistra · Oblast Sofia · Sofia-Hoofdstad · Sjoemen · Sliven · Smoljan · Stara Zagora · Targovisjte · Varna · Veliko Tarnovo · Vidin · Vratsa